# Амами, Юрина
Юрина Амами (яп. 天海 由梨奈 Амами Юрина, урождённая Юрина Ватабэ (яп. 渡部 由梨奈 Ватабэ Юрина), род. 7 июля 1996 года, префектура Канагава, Япония) — японская сэйю.

## Биография
Юрина Ватабэ родилась 7 июля 1996 года в префектуре Канагава. В детстве была активным ребёнком: носила одежду с короткими рукавами и шорты независимо от времени года, любила заниматься спортом и проводить время на свежем воздухе.
На втором году учёбы в средней школе вступила по приглашению подруги в секцию настольного тенниса, которая была на грани закрытия из-за недостатка участников. В годы учёбы на неё оказали влияние манги Blue Exorcist и D.Gray-man. В старшей школе стала участницей школьного духового оркестра, где играла на саксофон-теноре. В выпускном классе выступила на музыкальном конкурсе.
Поначалу Ватабэ не отдавала себе отчёт в том, что хочет стать сэйю, но в её семье любили аниме и она с детства заинтересовалась этой профессией. В начале августа 2014 года приняла участие в 8-й программе прослушивания 81 Audition, организованной агентством талантов 81 Produce, и выиграла три приза: за выдающееся достижение, «Сэмми» и от сервиса NOTTV.
Изучала философию в университете. 1 апреля 2017 года под фамилией Амами (яп. 天海) поступила в 81 Produce Junior. В этом же году озвучила Алису в видеоигре Brave Sword × Blaze Soul. Самой первой ролью, которую Амами получила через прослушивание, была девушка-лошадь Мистер Си Би в медиафраншизе Uma Musume Pretty Derby.
В конце 2021 года Амами озвучила Харуку Аканэ в оригинальном пятнадцатиминутном аниме-спешле Sorairo Utility. В 2025 году вернулась к этой роли в одноимённом аниме-сериале.

## Избранная фильмография

### Аниме-сериалы
2018
- Harukana Receive — Либеро
- Kiratto Pri Chan — Тамаки Курихара

2019
- 3D Kanojo: Real Girl (второй сезон) — Тадзима
- Hitori Bocchi no Marumaru Seikatsu — Рэйто Суто, учительница классической литературы
- Kiratto Pri Chan (продолжение) — Тамаки Курихара

2020
- Interspecies Reviewers — Миг
- Kabukichou Sherlock — Кэти
- Kiratto Pri Chan (продолжение) — Тамаки Курихара
- Koisuru Asteroid — Каёко Хаякава
- Sing "Yesterday" for Me — выпускница, учительница, Асида

2021
- Kiratto Pri Chan (продолжение) — Тамаки Курихара
- Kiyo in Kyoto — майко, ученица

2022
- Vermeil in Gold — Крис Уэстленд[10]

2023
- AI no Idenshi — Нодока
- Dead Mount Death Play — Шагруа Эдит Лугрид (в детстве), ребёнок
- In Another World With My Smartphone (второй сезон) — Эмма
- Megaton Musashi (второй сезон) — Мару, женщина-врач
- The 100 Girlfriends Who Really, Really, Really, Really, Really Love You — Рэнтаро Айдзё (в возрасте восьми лет)

2024
- Goodbye, Dragon Life — Фио[11]
- Magilumiere Co. Ltd. — Аканэ Макино[12]
- My Wife Has No Emotion — женщина, Сати, кошка, продавщица
- Quality Assurance in Another World — Масубути
- The Dangers in My Heart (второй сезон) — Юка
- «Покемон: Горизонты — В поисках Лакуа» — Дива

2025
- Dealing with Mikadono Sisters Is a Breeze — Кадзуки Микадоно[13]
- Sorairo Utility — Харука Аканэ[8][9]
- Uma Musume: Cinderella Gray — Мистер Си Би[14]

### ONA/Спешлы
- 2018 — Kimi ni, Kuttsuke! — Сюнка Хаясуги[15]
- 2021 — Sorairo Utility — Харука Аканэ[7]
- 2022 — Nanamental — Нанамэ[16]
- 2025 — Sorairo Utility × Birdie Wing Special Collab Mini Anime — Харука Аканэ[17]

### Озвученные комиксы
- 2019 — Kimi to Tonari: Toshi no Sarenai no Jijo — Рёко Суэхара[18]
- 2021 — Bite Maker: The King’s Omega — Ноэль[19]

### Компьютерные игры
2017
- Brave Sword × Blaze Soul — Алиса[6]
- Trickster: Summoner — Сасиана

2018
- Beyblade Burst Battle Zero — оригинальная главная героиня
- Katana Maidens: Toji No Miko — Kizamishi Issen no Tomoshibi — Саая Коикэ
- Quiz RPG: The World of Mystic Wiz — Цитра Навель, Аканэ Макино[20]
- White Cat Project — Сильва

2019
- Dragon Quest XI S: Echoes of an Elusive Age — Definitive Edition — Маноло

2020
- Action Taimanin — Хомура Санада
- Idola: Phantasy Star Saga — Театр[21]
- Is It Wrong to Try to Pick Up Girls in a Dungeon?: Memoria Freese — Незе
- Monster Strike — Лилит из иного мира
- Sengoku Renka Zoom! — Сайга Магоити, Маэда Тосииэ, Сакума Нобумори[22]

2021
- Megaton Musashi — Аина Сэто, Мару
- Uma Musume Pretty Derby — Мистер Си Би

2022
- Heaven Burns Red — Цукаса Тодзё[23]
- Kamikai Kiden: Yaoyorozu Kami no Gensotan — Сакуя[24]

2023
- Azur Lane — Клемансо
- Path to Nowhere — Кристина

2024
- Dragon Quest III HD-2D Remake — Попота[25]
- Library of Ruina — Ходо[26]
- Uma Musume Pretty Derby: Party Dash — Мистер Си Би

### Другие роли
- 2020 — музыкальный проект Milgram — Эс[27]